# El profesor Tragacanto
El profesor Tragacanto y su clase que es de espanto es una serie de historieta humorística de Martz Schmidt, que comenzó a publicarse en 1959 en la revista Pulgarcito. Muchos de los guiones son obra de otros autores, como Francisco Serrano.

## Trayectoria editorial
La serie continuó apareciendo en las décadas siguientes en "Pulgarcito" y otras revistas de la Editorial Bruguera, como "Ven y Ven" (1959), "Din Dan" (1968), "Mortadelo Gigante" (1974), "Mortadelo Especial" (1975), "Zipi y Zape Especial" (1978) y hasta de Ediciones B, "Mortadelo Extra" (1987).

## Argumento y personajes
La serie está protagonizada por el profesor Tragacanto, calvo, bajito y barbudo, vestido siempre con un traje negro y tocado con un característico birrete. Tiene cierto parecido físico con otro de los personajes emblemáticos de Martz Schmidt: el doctor Cataplasma. 
Satisfecho de sí mismo y continuamente malhumorado, la gran obsesión del Profesor Tragacanto es mantener su prestigio ante sus alumnos y ante el bedel, Petronio, su principal antagonista. 
Petronio es grueso, bobalicón y lleva siempre su convencional uniforme de bedel, de color rojo (cuando las historietas se publicaban en color). 
Entre los chicos de la clase, destacan el gamberro Jaimito y el sabelotodo Vicente.
A pesar de un planteamiento tan convencional, Martz Schmidt fue capaz de sacar un extraordinario partido a la serie desde el punto de vista gráfico.
Los personajes de la serie aparecen también en otra historia del mismo dibujante: Doña Urraca en el castillo de Nosferatu (1972).